# Kindred Spirits vol. 1
Kindred Spirits  vol. 1 – album muzyczny nagrany przez jazzowego saksofonistę Archie Sheppa oraz grupę marokańskich muzyków Dar Gnawa z Tangeru.
Płyta powstała podczas trasy koncertowej po Francji, jaką artyści odbyli w 2003. Nagrania zarejestrowano podczas występów w The Arab World Institute i The Trianon Theater, 
w Paryżu. CD został wydany przez firmę Sheppa - Archie Ball. Autorem okładki był polski artysta grafik (od lat mieszkający w Paryżu), Jacek Woźniak.

## Muzycy
Archie Shepp Quartet 
- Archie Shepp – saksofon tenorowy, saksofon sopranowy, śpiew
- Wayne Dockery – kontrabas
- Tom McClung – fortepian
- Steve McCraven – perkusja

Dar Gnawa of Tanger
- maâlem Abdellah El Gourd – śpiew, instrumenty perkusyjne
- Abdou El Gourd – śpiew, instrumenty perkusyjne
- Abdelkader El Khlyfy – śpiew, instrumenty perkusyjne
- Khalid Rahhali – śpiew, instrumenty perkusyjne
- Noureddine Touati – śpiew, instrumenty perkusyjne

## Lista utworów
| 1. | "Main Street Medina" (Shepp-El Gourd) | 12:01   |
|    |                                       |         |
| 2. | "Suite Blue" (Shepp-El Gourd)         | 13:09   |
|    |                                       |         |
| 3. | "Middle Passage" (Shepp-El Gourd)     | 10:10   |
|    |                                       |         |
| 4. | "Groove Mosso" (Shepp-El Gourd)       | 9:03    |
|    |                                       |         |
| 5. | "Dawn of Freedom" (Shepp-El Gourd)    | 7:38    |
|    |                                       |         |
| 6. | "Kindred Spirits" (Shepp-El Gourd)    | 13:23   |
|    |                                       |         |
|    |                                       | 1:05:24 |
|    |                                       |         |